# Heuls en Kieffer
Marjorie Heuls en Yves Kieffer zijn een Frans coachteam dat bekend werd door het coachen van Belgisch kampioen Nina Derwael. Tevens zijn ze ook coach van Jade Vansteenkiste, Cindy Vandenhole, Maellyse Brassart, Rune Hermans, Lisa Verschueren, Julie Croket, Axelle Klinckaert en Gaëlle Mys. Ze zijn met elkaar getrouwd.

## Loopbaan
Beiden waren coach van Emilie Le Pennec, met wie ze goud haalden op de Olympische Zomerspelen 2004 in Athene. 
Sinds 2009 zijn ze actief in België verbonden aan de Topsportschool en hebben een contract tot na de Olympische spelen van Tokio in 2020.Na de publicatie van een rapport van een door Vlaams minister van Sport Ben Weyts (N-VA) opgerichte onafhankelijke onderzoekscommissie naar wanpraktijken in het Vlaamse topturnen in april 2021 boden Heuls en Kieffer in naam van alle gymcoaches excuses aan en erkenden ze dat hun benadering soms te hard en prestatiegericht was, wat door sommige gymnasten als psychisch grensoverschrijdend ervaren werd. Yves Kieffer werd in het verleden al eens op de vingers getikt door de Franse Turnfederatie wegens onaangepast gedrag.
Kieffer werd samen met zijn vrouw Marjorie Heuls op 23 oktober 2023 met onmiddellijke ingang ontslagen bij Gymfed.

## Marjorie Heuls
Is afkomstig uit Tourcoing en is van 1976.

## Yves Kieffer
Is afkomstig uit Parijs en is van 1951.
Hij was hoofd van de Franse turnploeg tussen 2000 en 2008.